# Município de Jefferson (condado de Preble, Ohio)
O município de Jefferson (em inglês: Jefferson Township) é um município localizado no condado de Preble no estado estadounidense de Ohio. No ano de 2010 tinha uma população de 3.309 habitantes e uma densidade populacional de 36,27 pessoas por km².

## Geografia
O município de Jefferson encontra-se localizado nas coordenadas 39° 52′ 15″ N, 84° 46′ 06″ O. Segundo o Departamento do Censo dos Estados Unidos, o município tem uma superfície total de 91.22 km², da qual 90.77 km² correspondem a terra firme e (0.5%) 0.45 km² é água.

## Demografia
Segundo o censo de 2010, tinha 3.309 habitantes residindo no município de Jefferson. A densidade populacional era de 36,27 hab./km². Dos 3.309 habitantes, o município de Jefferson estava composto pelo 97.58% brancos, o 0.54% eram afroamericanos, o 0.39% eram amerindios, o 0.36% eram asiáticos, o 0.03% eram insulares do Pacífico, o 0.21% eram de outras raças e o 0.88% pertenciam a dois ou mais raças. Do total da população o 0.51% eram hispanos ou latinos de qualquer raça.